# Liste der Straßen und Plätze in Flensburg
In dieser Liste sind die Namen der Straßen und Plätze des schleswig-holsteinischen Oberzentrums Flensburg aufgeführt. In der Liste werden die Hintergründe ihrer Benennung erläutert, ihre Lage beschrieben und ihre GPS-Koordinaten mit Stadtteil (und eingeklammerter Postleitzahl) angegeben.
Mit einem * sind wichtige Straßen und Plätze gekennzeichnet die nicht mehr existieren, umbenannt, aufgehoben wurden oder volkstümlich beziehungsweise inoffiziell benannt wurden. Wenn möglich ist jeder Straße ein Bild vom jeweiligen Straßenschild beigefügt, welches gleichzeitig als Nachweis der aktuellen Straßennamensbezeichnung dient. Die Liste ist alphabetisch sortiert, Leerzeichen und Sonderzeichen wurden beim Sortieren ignoriert. Die Anfangslaut „Sch-“ wurde dem Buchstaben „S“ zugeordnet. Straßennamen die mit „Ä“, „Ö“ oder „Ü“ etc. beginnen, existieren heute noch nicht, würden aber gegebenenfalls „A“, „O“ sowie „U“ zugeordnet werden. Die Umlaute wurden bei der alphabetischen Sortierung nicht zu „ae“, „oe“ und „ue“ aufgelöst, sondern wurden beim Sortieren als „a“, „o“ und „u“ behandelt. Die Liste kann wegen des Wachstums der Stadt keinen Anspruch auf Vollständigkeit erheben.
Aufgrund der Anzahl der Flensburger Straßen und aus Gründen der Übersichtlichkeit ist die Liste in alphabetisch sortierte Unterlisten aufgeteilt.

## Geschichte

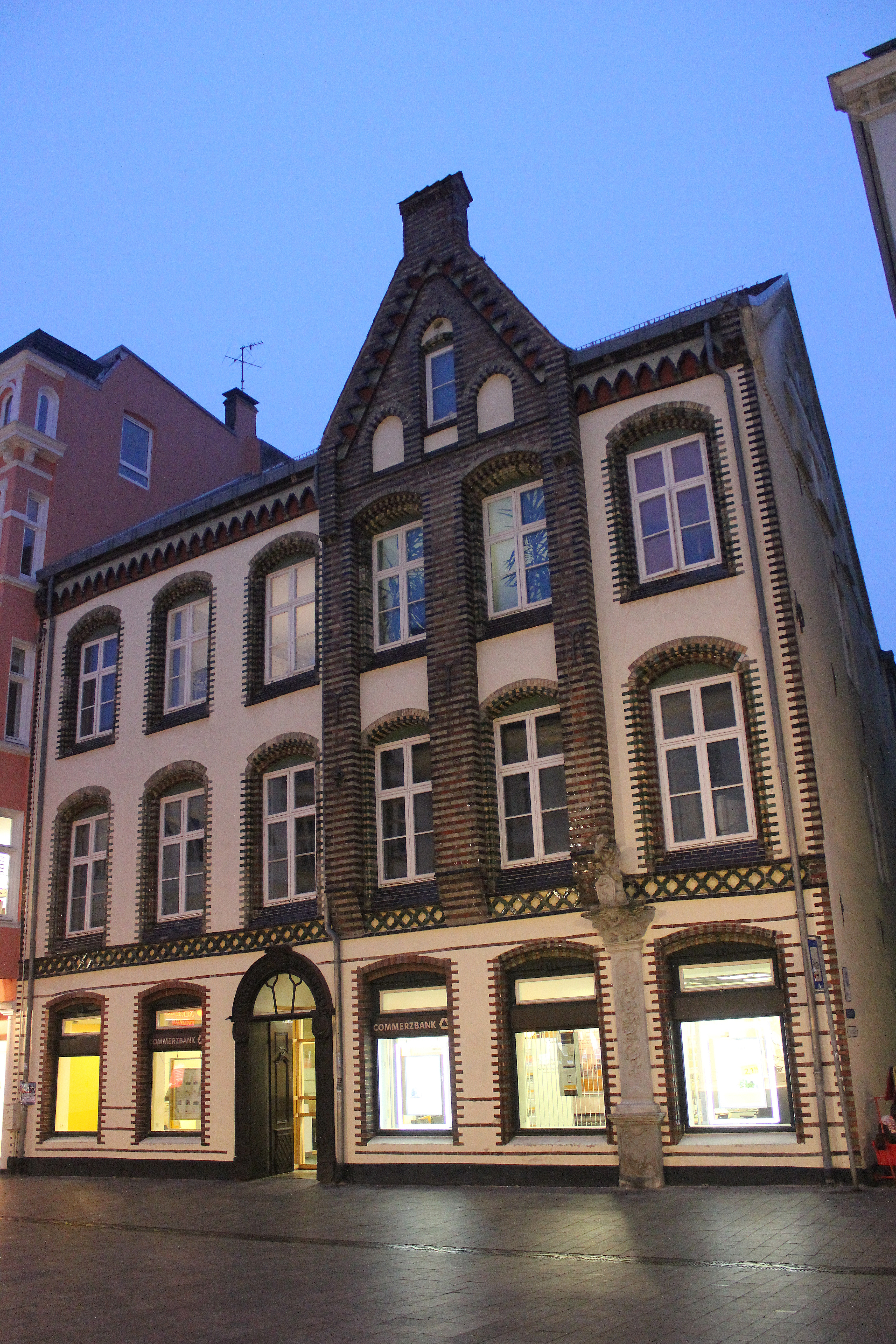
Die Löwen-Apotheke, an deren Eingang noch die alte Hausnummer zu finden ist.

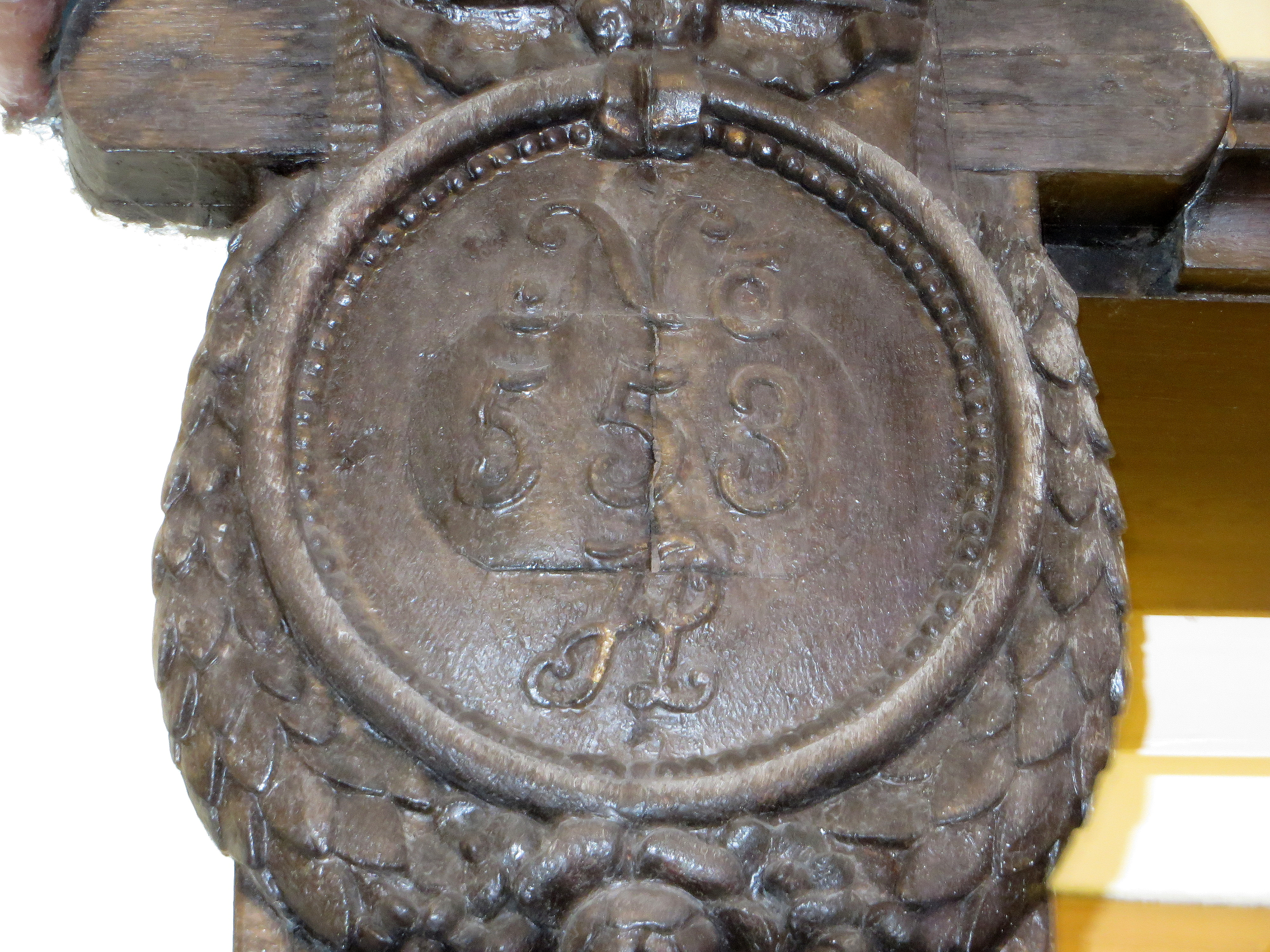
Die Alte Hausnummer 553 der Apotheke

Die Geschichte der Stadt Flensburg beginnt ungefähr in der Mitte des 12. Jahrhunderts (vgl. auch: Adelby). Das Stadtrecht erhielt Flensburg im Jahr 1284. Aus verschiedenen alten Dokumenten und Karten sind erste Straßen und ihre Namen bekannt. Zunächst hatten die Häuser Flensburgs keine Nummern. Im Jahr 1766 erfolgte die erste Nummerierung. Die Nummer eins erhielt dabei das Rathaus auf dem Thingplatz. Es wurden alle Häuser durchgehend durchnummeriert, sodass keine Zahl doppelt vorkam und die Angabe eines Straßennamens notwendig war. Vom Rathaus ausgehend erfolgte die Nummerierung zunächst in Richtung St. Marien. Als Nächstes folgte die Durchnummerierung der Bezirke von St. Nikolai und St. Johannis. 1847 erschien das erste Adressbuch Flensburgs. 1881 wurden die Adressen der Stadt umgestellt und die Häuser dabei je Straße durchnummeriert. Die alten Hausnummern sind noch an den Gebäuden Kompagniestraße 4 (ehemaliges Wohnhaus des Kirchenvogtes von St. Marien) und Große Straße 16 (ehemalige Löwen-Apotheke) erhalten geblieben. Fragwürdige Umbenennungen aus der Zeit des Nationalsozialismus, beispielsweise die des Burgplatzes in Schlageterplatz, wurden im Mai 1945, vom durch die britische Militärregierung eingesetzten Oberbürgermeister I. C. Möller, aufgehoben.

## Besondere Namensbestandteile
Einige Siedlungsgebiete der Stadt wie auch des Umlandes enden mit dem Suffix -by, das allgemein auf eine größere Siedlung hinweist, beispielsweise Adelby. Diese Bezeichnungen finden sich folglich auch in Straßennamen wieder, so beispielsweise beim Adelbyer Kirchenweg. Weitere Worte enden mit der Nachsilbe -toft, welches zumeist mit „Feld“ übertragen werden kann. Beispiele sind Munketoft oder Hestoft. Toft ist eine Bezeichnung für ein abseits von Dorf oder Siedlung gelegenes, umfriedetes Feld (oder Flurstück), auf dem ein Hof steht. Eine ähnliche Bedeutung hat in den Flensburger Straßennamen das Wort Lücke, welches eine Koppel, ein eingefriedetes Feld (beziehungsweise Flurstück) bezeichnet. Als Beispiel sei die Kleine Lücke beim Twedter Plack genannt oder auch die Exe, die früher Ratsherrenlücke oder Ratsherrenkoppel hieß. Mit „Lund“, wie beispielsweise in Adelbylund, ist stets ein Hain beziehungsweise Wald gemeint. Die Endung -holz verweist ebenfalls auf ein Gehölz und -damm häufig auf einen Teich oder Stauteich. Weitere Straßennamen enden mit -stieg, womit ein Steig gemeint ist. Beispiele sind der Jungfernstieg nahe dem Hafermarkt oder der Försterstieg im Stadtteil Weiche. In einigen Namen sind die vier Himmelsrichtungen in Form der Präfixe Norder-, Süder-, Wester- und Oster- enthalten, wobei Oster jedoch nicht wie die Himmelsrichtung „Osten“ ausgesprochen wird, sondern wie „Ostern“, nur ohne das „n“ am Schluss.